# Elektronenbundellassen
Elektronenbundellassen (afgekort tot EBW, van het Engelse electron beam welding) is een lasprocedé waarbij gelast wordt door middel van een bundel elektronen. De techniek bestaat sinds 1958, toen de Duitse natuurkundige Karl-Heinz Steigerwald de eerste praktische elektronenbundellasmachine ontwikkeld en gebouwd heeft.

## Kenmerken
Deze lastechniek wordt gerekend tot de categorie 'bundellassen': de energie voor het lassen wordt aan het werkstuk toegevoegd doordat in een elektronenkanon een bundel elektronen wordt vrijgemaakt, gefocusseerd en versneld tot ongeveer de helft van de lichtsnelheid (150.000 km/s) en op het werkstuk gericht.
Bij voldoende vermogen zal het werkstuk plaatselijk smelten en een deel verdampt zelfs: Er kunnen temperaturen bereikt worden tot wel 25.000 kelvin.
Omdat een elektronenbundel in gas snel verstrooid wordt, vindt dit proces bijna altijd plaats in vacuüm.
Deze lasmethode verschilt principieel van booglassen zoals TIG-lassen, waarbij elektronen worden gebruikt om een gas te ioniseren tot een plasma, dat vervolgens het werkstuk verhit.

## Proces
Het te lassen werkstuk wordt samen met een elektronenkanon geplaatst in een ruimte die vacuüm wordt gezogen. Op de niet-afsmeltende negatieve elektrode (kathode), die meestal van een zeer hittebestendig materiaal als wolfraam of soms tantaal is gemaakt, wordt een hoogspanning aangebracht van 60-200 kV. Deze produceert vrije elektronen, die in de richting van een holle anode bewegen. De elektronen die door de holte in de anode heen schieten worden eventueel verder versneld en uiterst snel en nauwkeurig door magneetspoelen gestuurd en gefocusseerd tot een bundel die op het werkstuk wordt gericht. De bundel kan ook juist breed gemaakt worden, bijvoorbeeld om het werkstuk vóór te verwarmen. Dit kan ook heel snel achter elkaar afgewisseld worden, tot zelfs een paar duizend keer per seconde, alsof er een paar bundels tegelijk aan het werk zijn. Op dezelfde manier is het mogelijk op meerdere, zelfs op tientallen plaatsen tegelijk te lassen met slechts één bundel. Het sturen van de elektronenbundel is min of meer vergelijkbaar met de werking van de beeldbuis van een traditioneel tv-toestel.
Als de afstand tussen elektronenkanon en werkstuk zeer klein gehouden kan worden, is het overigens ook mogelijk met een elektronenbundel te lassen in een beperkt vacuüm of zelfs zonder vacuüm. Een recente ontwikkeling is een plasma-venster: de ruimte tussen het elektronenkanon en werkstuk wordt gevuld met een plasma. Dit heeft een veel minder verstrooiende invloed op elektronen en zo kan toch onder atmosferische druk gelast worden.
Net als bij laserlassen en plasmalassen wordt bij het elektronenbundellassen gebruikgemaakt van het 'keyhole'-effect: De elektronen maken een tunnel door het materiaal heen door het te smelten en deels zelfs te verdampen. Het materiaal vlak voor de bewegende bundel wordt vloeibaar, loopt als het ware om de bundel heen en vloeit achter de bundel weer samen.
Om praktische redenen staat het elektronenkanon vast opgesteld en is het werkstuk bevestigd op een tafel of aan een robot-arm zodat het tijdens het lassen gemanipuleerd kan worden.

## Toepassingen
Lassen die met elektronenbundellassen gemaakt zijn, zijn van zeer hoge kwaliteit. Daarom wordt dit proces toegepast voor kritische onderdelen in de vliegtuigbouw, in gasturbines en voor onderdelen als tandwielen en assen in alle mogelijke aandrijvingen. Ook voor de fabricage van reactorvaten in de nucleaire energie en voor het vervaardigen van kernwapens is deze techniek onmisbaar. Er kunnen ook veel verschillende materialen aan elkaar gelast worden: aluminium aan staal, brons aan staal en roestvast staal aan gewoon staal.
Behalve lassen, is het met dit proces ook mogelijk om heel snel en nauwkeurig veel gaten te maken, heel plaatselijk te harden en op staal uiterst harde, maar dunne oppervlaktelagen aan te brengen.

## Voor- en nadelen

### Voordelen
- Voor zover dit lasproces zich afspeelt in vacuüm, is porositeit als gevolg van ingesloten gas of chemische reacties (bv. verbranding) technisch uitgesloten.
- Met elektronenbundellassen is het mogelijk om dikke materialen in één keer te lassen: staal tot max. ca. 150 mm en aluminium zelfs tot max. ca. 300 mm dikte.
- Doordat de bundel uiterst smal gefocusseerd kan worden, is het effect op de omgeving klein en is de warmte-beïnvloede zone erg klein. Het is zelfs mogelijk lassen te maken met een hoogte-breedteverhouding van 25:1.
- Bij laserlassen kan het een bezwaar zijn dat het oppervlak laserstraling reflecteert. Een elektronenbundel heeft daar geen hinder van.

### Nadelen
- Uiteraard is een groot bezwaar dat de gehele opstelling in vacuüm dient te worden opgesteld. De vacuümkamer moet groot genoeg zijn om het gehele werkstuk inclusief hulp-apparatuur te kunnen omvatten en manipulaties moeten op afstand (robotarm, XY-tafel etc.) worden verricht. Anderzijds moet de kamer ook weer zo klein mogelijk zijn, omdat een grote ruimte navenant meer tijd nodig heeft om hoog-vacuüm gepompt te worden.
- Het vacuümzuigen kost aanzienlijk veel tijd, wat bij een productieproces vaak niet wenselijk is.
- De elektronen die op het werkstuk slaan veroorzaken röntgenstraling, waardoor het apparaat goed moet worden afgeschermd en het doorgaans niet mogelijk is het werkstuk zelf te zien. Het proces gebeurt volledig computergestuurd of onder zicht van een camera.
- Aan deze complexe installatie zijn hoge kosten verbonden.